# Graf DK 8
Graf DK 8 is het graf dat farao Merenptah liet bouwen in de Vallei der Koningen, de necropolis ten westen van Thebe (Egypte). Merneptah overleed in 1214 v.Chr.

## Geschiedenis van het graf
Al in de oudheid was de plaats bekend; daarvan getuigen graffiti van Griekse en Romeinse bezoekers. In de moderne tijd was de ingang met puin geblokkeerd, tot Howard Carter in 1903 het graf vrijmaakte.

## Architectuur van het graf
Doordat Merneptah pas op hoge leeftijd zijn vader Ramses II opvolgde en hij slechts tien jaar regeerde, is het graf minder complex dan de andere graven. Vooraan liggen drie gangen die naar de rituele schacht en een pijlerzaal leiden. Daarna volgt een voorkamer, die middels de vijfde en laatste gang met de eigenlijke grafkamer verbonden is. Deze rechthoekige kamer heeft enkele zijvertrekken en centraal in de kamer staat een roze granieten sarcofaag.
Het hele graf is versierd met taferelen uit de Litanieën van Ra, Boek Amdoeat, Boek der Poorten, Boek van de Aarde en het Dodenboek.

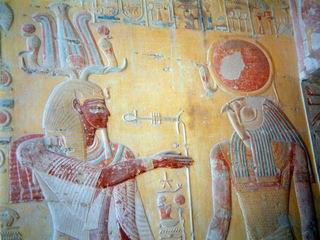
Scène uit het graf
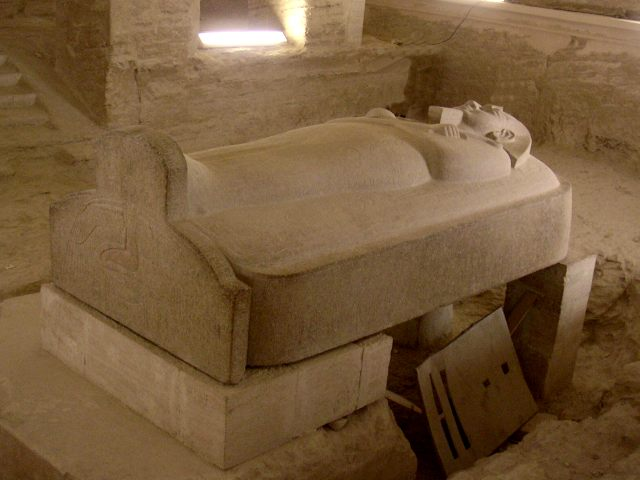
Sarcofaag van Merenptah
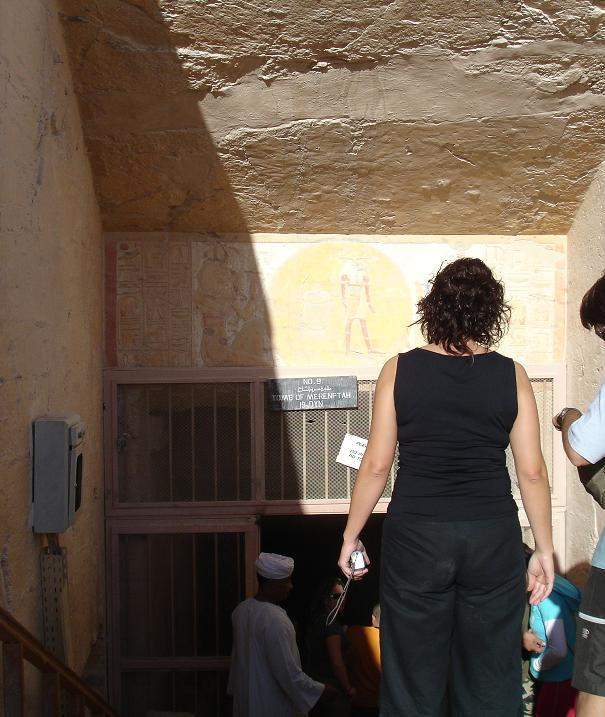
Ingang van het graf